# Shady Mohamed
Shady Mohamed Abdel Fattah Ragab (in arabo شادي محمد‎?; Alessandria d'Egitto, 29 novembre 1977) è un ex calciatore egiziano, di ruolo difensore.

## Carriera

### Club
Messo fuori rosa a causa di una lite con il tecnico Manuel José, il 30 giugno 2009 lascia l'Al-Ahly, accordandosi con l'Al-Ittihad Alessandria. Lascia i Red Devils - di cui ha indossato le vesti di capitano dopo il ritiro di Hady Khashaba e la partenza Essam El-Hadary - dopo undici stagioni, sollevando nel complesso 23 trofei, tra cui sei campionati egiziani e quattro Coppe dei Campioni d'Africa.
Il 7 giugno 2010 si lega per due stagioni all'Ismaily.
Il 27 agosto 2011 viene tesserato dal Telephonat Beni Suef, società neopromossa nella massima serie egiziana. A fine stagione - terminata con largo anticipo a causa della sospensione del campionato egiziano dovuta alla strage di Port Said - si ritira dall'attività agonistica.

### Nazionale
Esordisce - da titolare - con la selezione dei Faraoni il 9 luglio 2000 in Senegal-Egitto (0-0), incontro valido per le qualificazioni ai Mondiali 2002. Lascia il terreno di gioco al 29' della ripresa, venendo sostituito da Hady Khashaba.
Prende parte alla Coppa d'Africa 2008, disputata in Ghana. Esordisce nella manifestazione - poi vinta dagli egiziani - il 22 gennaio contro il Camerun nella fase a gironi, subentrando al posto di Sayed Moawad a pochi istanti dal termine dell'incontro.

## Statistiche

### Presenze e reti nei club
Statistiche aggiornate al 1º febbraio 2012.
| Stagione        | Squadra                | Campionato      | Campionato | Campionato | Coppe nazionali | Coppe nazionali | Coppe nazionali | Coppe continentali | Coppe continentali | Coppe continentali | Altre coppe | Altre coppe | Altre coppe | Totale | Totale |
| Stagione        | Squadra                | Comp            | Pres       | Reti       | Comp            | Pres            | Reti            | Comp               | Pres               | Reti               | Comp        | Pres        | Reti        | Pres   | Reti   |
| --------------- | ---------------------- | --------------- | ---------- | ---------- | --------------- | --------------- | --------------- | ------------------ | ------------------ | ------------------ | ----------- | ----------- | ----------- | ------ | ------ |
| 1999-2000       | Al-Ahly                | PL              | 22         | 0          | CE              | 1               | 0               | ACC+CCL+CCL        | 1+4+7              | 0                  | -           | -           | -           | 35     | 0      |
| 2000-2001       | Al-Ahly                | PL              | 24         | 0          | CE              | 2               | 0               | CCL                | 14                 | 0                  | -           | -           | -           | 40     | 0      |
| 2001-2002       | Al-Ahly                | PL              | 10         | 0          | CE              | 4               | 0               | CCL                | 8                  | 0                  | S-AE+SA     | 1+1         | 0           | 24     | 0      |
| 2002-2003       | Al-Ahly                | PL              | 24         | 0          | CE              | 4               | 0               | CC                 | 3                  | 0                  | -           | -           | -           | 31     | 0      |
| 2003-2004       | Al-Ahly                | PL              | 21         | 0          | CE              | 3               | 0               | ACC+CCL            | 7+2                | 0                  | SE          | 1           | 0           | 34     | 0      |
| 2004-2005       | Al-Ahly                | PL              | 19         | 0          | CE              | 1               | 0               | CCL                | 10                 | 0                  | -           | -           | -           | 30     | 0      |
| 2005-2006       | Al-Ahly                | PL              | 19         | 0          | CE              | 2               | 0               | CCL                | 12                 | 0                  | SE+SA+Cmc   | 1+1+2       | 0           | 37     | 0      |
| 2006-2007       | Al-Ahly                | PL              | 21         | 3          | CE              | 5               | 1               | CCL                | 14                 | 2                  | SE+SA+Cmc   | 1+1+3       | 0           | 45     | 5      |
| 2007-2008       | Al-Ahly                | PL              | 21         | 3          | CE              | 0               | 0               | CCL                | 11                 | 1                  | SE          | 1           | 1           | 32     | 5      |
| 2008-2009       | Al-Ahly                | PL              | 21+1       | 0          | CE              | 3               | 0               | CCL+CC             | 3+2                | 0                  | SE+SA+Cmc   | 1+1+2       | 0           | 34     | 0      |
| Totale Al-Ahly  | Totale Al-Ahly         | Totale Al-Ahly  | 202+1      | 6          |                 | 25              | 1               |                    | 98                 | 3                  |             | 17          | 1           | 343    | 11     |
| 2009-2010       | Al-Ittihad Alessandria | PL              | 23         | 1          | CE              | 0               | 0               | -                  | -                  | -                  | -           | -           | -           | 23     | 1      |
| 2010-2011       | Ismaily                | PL              | 21         | 1          | CE              | 1               | 0               | CCL+CC             | 6+0                | 0                  | -           | -           | -           | 28     | 1      |
| 2011-2012       | Teleph. Beni Suef      | PL              | 15         | 3          | -               | -               | -               | -                  | -                  | -                  | -           | -           | -           | 15     | 3      |
| Totale carriera | Totale carriera        | Totale carriera | 261+1      | 11         |                 | 26              | 1               |                    | 104                | 3                  |             | 17          | 1           | 409    | 16     |

### Cronologia presenze e reti in Nazionale
| Cronologia completa delle presenze e delle reti in nazionale ― Egitto | Cronologia completa delle presenze e delle reti in nazionale ― Egitto | Cronologia completa delle presenze e delle reti in nazionale ― Egitto | Cronologia completa delle presenze e delle reti in nazionale ― Egitto | Cronologia completa delle presenze e delle reti in nazionale ― Egitto | Cronologia completa delle presenze e delle reti in nazionale ― Egitto | Cronologia completa delle presenze e delle reti in nazionale ― Egitto | Cronologia completa delle presenze e delle reti in nazionale ― Egitto |
| Data                                                                  | Città                                                                 | In casa                                                               | Risultato                                                             | Ospiti                                                                | Competizione                                                          | Reti                                                                  | Note                                                                  |
| --------------------------------------------------------------------- | --------------------------------------------------------------------- | --------------------------------------------------------------------- | --------------------------------------------------------------------- | --------------------------------------------------------------------- | --------------------------------------------------------------------- | --------------------------------------------------------------------- | --------------------------------------------------------------------- |
| 9-7-2000                                                              | Dakar                                                                 | Senegal                                                               | 0 – 0                                                                 | Egitto                                                                | Qual. Mondiali 2002                                                   | -                                                                     | 74’                                                                   |
| 2-10-2000                                                             | Doha                                                                  | Qatar                                                                 | 0 – 1                                                                 | Egitto                                                                | Amichevole                                                            | -                                                                     |                                                                       |
| 23-1-2001                                                             | Ismailia                                                              | Egitto                                                                | 1 – 0                                                                 | Corea del Nord                                                        | Amichevole                                                            | -                                                                     | 46’                                                                   |
| 19-3-2001                                                             | Il Cairo                                                              | Egitto                                                                | 3 – 3                                                                 | Estonia                                                               | Amichevole                                                            | -                                                                     | 46’                                                                   |
| 23-3-2001                                                             | Benghazi                                                              | Libia                                                                 | 2 – 0                                                                 | Egitto                                                                | Qual. Coppa d'Africa 2002                                             | -                                                                     |                                                                       |
| 25-11-2002                                                            | Lagos                                                                 | Nigeria                                                               | 1 – 1                                                                 | Egitto                                                                | Amichevole                                                            | -                                                                     |                                                                       |
| 16-12-2002                                                            | Abu Dhabi                                                             | Emirati Arabi Uniti                                                   | 1 – 2                                                                 | Egitto                                                                | Amichevole                                                            | -                                                                     | 46’                                                                   |
| 22-12-2002                                                            | Il Cairo                                                              | Egitto                                                                | 0 – 0                                                                 | Ghana                                                                 | Amichevole                                                            | -                                                                     | 60’                                                                   |
| 12-2-2003                                                             | Il Cairo                                                              | Egitto                                                                | 1 – 4                                                                 | Danimarca                                                             | Amichevole                                                            | -                                                                     | 71’                                                                   |
| 19-3-2003                                                             | Porto Said                                                            | Egitto                                                                | 6 – 0                                                                 | Qatar                                                                 | Amichevole                                                            | -                                                                     | 46’                                                                   |
| 25-3-2007                                                             | Il Cairo                                                              | Egitto                                                                | 3 – 0                                                                 | Mauritania                                                            | Qual. Coppa d'Africa 2008                                             | -                                                                     |                                                                       |
| 12-6-2007                                                             | Al Kuwait                                                             | Kuwait                                                                | 1 – 1                                                                 | Egitto                                                                | Amichevole                                                            | -                                                                     | 46’                                                                   |
| 22-8-2007                                                             | Parigi                                                                | Costa d'Avorio                                                        | 0 – 0                                                                 | Egitto                                                                | Amichevole                                                            | -                                                                     |                                                                       |
| 9-9-2007                                                              | Bujumbura                                                             | Burundi                                                               | 0 – 0                                                                 | Egitto                                                                | Qual. Coppa d'Africa 2008                                             | -                                                                     |                                                                       |
| 13-10-2007                                                            | Il Cairo                                                              | Egitto                                                                | 1 – 0                                                                 | Botswana                                                              | Qual. Coppa d'Africa 2008                                             | -                                                                     |                                                                       |
| 21-11-2007                                                            | Porto Said                                                            | Egitto                                                                | 0 – 0                                                                 | Libia                                                                 | Amichevole                                                            | -                                                                     |                                                                       |
| 25-11-2007                                                            | Il Cairo                                                              | Egitto                                                                | 2 – 1                                                                 | Arabia Saudita                                                        | Amichevole                                                            | -                                                                     |                                                                       |
| 5-1-2008                                                              | Il Cairo                                                              | Egitto                                                                | 3 – 0                                                                 | Namibia                                                               | Amichevole                                                            | -                                                                     | 46’                                                                   |
| 13-1-2008                                                             | Alverca do Ribatejo                                                   | Angola                                                                | 3 – 3                                                                 | Egitto                                                                | Amichevole                                                            | -                                                                     | 90’                                                                   |
| 22-1-2008                                                             | Kumasi                                                                | Egitto                                                                | 4 – 2                                                                 | Camerun                                                               | Coppa d'Africa 2008 - 1º turno                                        | -                                                                     | 90’                                                                   |
| 30-1-2008                                                             | Tamale                                                                | Egitto                                                                | 1 – 1                                                                 | Zambia                                                                | Coppa d'Africa 2008 - 1º turno                                        | -                                                                     |                                                                       |
| 4-2-2008                                                              | Kumasi                                                                | Egitto                                                                | 2 – 1                                                                 | Angola                                                                | Coppa d'Africa 2008 - Quarti                                          | -                                                                     |                                                                       |
| 7-2-2008                                                              | Sekondi-Takoradi                                                      | Costa d'Avorio                                                        | 1 – 4                                                                 | Egitto                                                                | Coppa d'Africa 2008 - Semifinale                                      | -                                                                     |                                                                       |
| 10-2-2008                                                             | Accra                                                                 | Camerun                                                               | 0 – 1                                                                 | Egitto                                                                | Coppa d'Africa 2008 - Finale                                          | -                                                                     |                                                                       |
| Totale                                                                |                                                                       | Presenze                                                              | 24                                                                    |                                                                       | Reti                                                                  | 0                                                                     |                                                                       |

## Palmarès

### Club

#### Competizioni nazionali
- Campionato egiziano: 6

Al-Ahly: 1999-2000, 2004-2005, 2005-2006, 2006-2007, 2007-2008, 2008-2009
- Coppa d'Egitto: 4

Al-Ahly: 2001, 2003, 2006, 2007
- Supercoppa d'Egitto: 5

Al-Ahly: 2003, 2005, 2006, 2007, 2008

#### Competizioni internazionali
- CAF Champions League: 4

Al-Ahly: 2001, 2005, 2006, 2008
- Supercoppa CAF: 4

Al-Ahly: 2002, 2006, 2007, 2009

### Nazionale
- Coppa d'Africa: 1

2008